# Осока поздняя
Осо́ка по́здняя (лат. Cārex serotīna) — многолетнее травянистое растение, вид рода Осока (Carex) семейства Осоковые (Cyperaceae).

## Ареал и среда обитания
Вид лесной зоны Северного полушария. Распространена в Европе, Афганистане, западных Гималаях, Китае, Северной Америке и Северной Африке. В России растёт также в европейской части (Урал, Сибирь и другие регионы).
Как правило, растёт на сырых и болотистых лугах, песчаных берегах водоёмов, травяно-осоковых болотах, отмечен на известняковых обнажениях с выходами ключей, часто на карбонатной почве.

## Ботаническое описание
Многолетнее растение высотой от 5 до 20 см (редко до 30 см), с укороченным корневищем, образующее густые дерновинки.
Генеративные побеги гладкие, тупотрёхгранные, олиственные только внизу. Листья 2—4 мм шириной, зелёные или желтовато-зелёные, могут быть желобчатыми, плоскими или килеватыми.
Соцветие состоит из одного верхушечного тычиночного (иногда с пестичными цветками в верхней части) колоска и двух — трёх (до десяти) коротких, яйцевидных сближенных, обычно сидячих пестичных колосков. Нижний прицветный лист направлен вверх, превышает соцветие или почти равен ему, иногда с влагалищем до 1 (1,5) см длиной. Мешочки обратнояйцевидные, с ясно различимыми жилками, 2—3,5 мм длиной, зрелые косо отклонены от оси колоска. Носики мешочков до 1 мм длиной, прямые, от гладких до имеющих единичные шипики и от цельных и слегка выемчатых до коротко-двузубчатых. Кроющие чешуи пестичных колосков варьируют от ржаво- до бледно-коричневых и зеленоватых.
Цветение — май — июнь. Плодоношение с июня по август.

## Охрана
Включена в Красные книги следующих субъектов Российской Федерации: Башкортостан, Вологодская область, Республика Марий Эл, Московская область, Тверская область, Тульская область.

## Синонимы
- Carex serotina Mérat
- Carex serotina f. alpestris (Asch. & Graebn.) Soó
- Carex serotina f. argillacea (Townson) Soó
- Carex serotina f. canaliculata (Callmé) Soó
- Carex serotina f. cyperoides (T.Marsson) Soó
- Carex serotina f. exigua (Schur) Soó
- Carex serotina var. fennica (Palmgr.) T.V.Egorova
- Carex serotina subsp. fennica (Palmgr.) Á.Löve & D.Löve
- Carex serotina f. minor (Mérat) Senay
- Carex serotina subsp. philocrena (V.I.Krecz.) Kukkonen
- Carex serotina subsp. pulchella (Lönnr.) Ooststr.
- Carex serotina f. pygmaea (Andersson) Senay
- Carex serotina f. subglobosa (Miel.) Soó
- Carex serotina f. tenuis (Zapal.) Soó
- Carex serotina f. thalassica (Asch. & Graebn.) Soó